# NGC 4924
NGC 4924 é uma galáxia espiral barrada (SB0-a) localizada na direcção da constelação de Virgo. Possui uma declinação de -14° 58' 09" e uma ascensão recta de 13 horas, 02 minutos e 12,9 segundos.
A galáxia NGC 4924 foi descoberta em 8 de Maio de 1831 por John Herschel.